# Clotel
Clotel; or, The President's Daughter è un romanzo di William Wells Brown (1815-84), fuggito dalla schiavitù ed abolizionista, pubblicato a Londra nel dicembre 1853. È spesso considerato il primo romanzo afroamericano.
Il romanzo acquistò notorietà grazie anche alle dicerie riguardo alla possibile relazione reale tra Thomas Jefferson e Sally Hemings. Brown, all'interno dei confini degli USA, era ancora considerato proprietà legale di altri al momento della pubblicazione del romanzo.
Brown, che era fuggito alla schiavitù in Kentucky quando era ancora giovane ed era diventato attivo nel circuito anti-schiavitù, vuole dimostrare, con il suo romanzo, come essa sia ingiusta e quali effetti distruttivi possa avere sulle famiglie afroamericane e su coloro che sono chiamati tragicamente mulatti.

## Trama
L'opera si focalizza sulla difficoltà di vita dei mulatti in America e sulle condizioni degradanti della schiavitù. Racconta le tragiche vite di Currer, Althesea e Clotel. Nel romanzo, Currer è la ex amante mulatta del presidente Thomas Jefferson che da lui ha avuto due figlie, Althesea e Clotel. Data la sua condizione di amante e la sua bellezza, Currer, insieme alle figlie, conduce una vita di agi, ma la situazione cambia improvvisamente con la scomparsa del presidente. Currer ed Althesea vengono messe all'asta e vinte dal famigerato mercante di schiavi Dick Walker. Clotel invece è comprata dal suo innamorato Horatio Green. La separazione delle tre donne, tuttavia, è solo l'inizio delle ingiustizie che dovranno sopportare.